# Conques-sur-Orbiel
Conques-sur-Orbiel è un comune francese di 2 357 abitanti situato nel dipartimento dell'Aude nella regione dell'Occitania.

## Società

### Evoluzione demografica
Abitanti censiti